# Vöröshasú maki

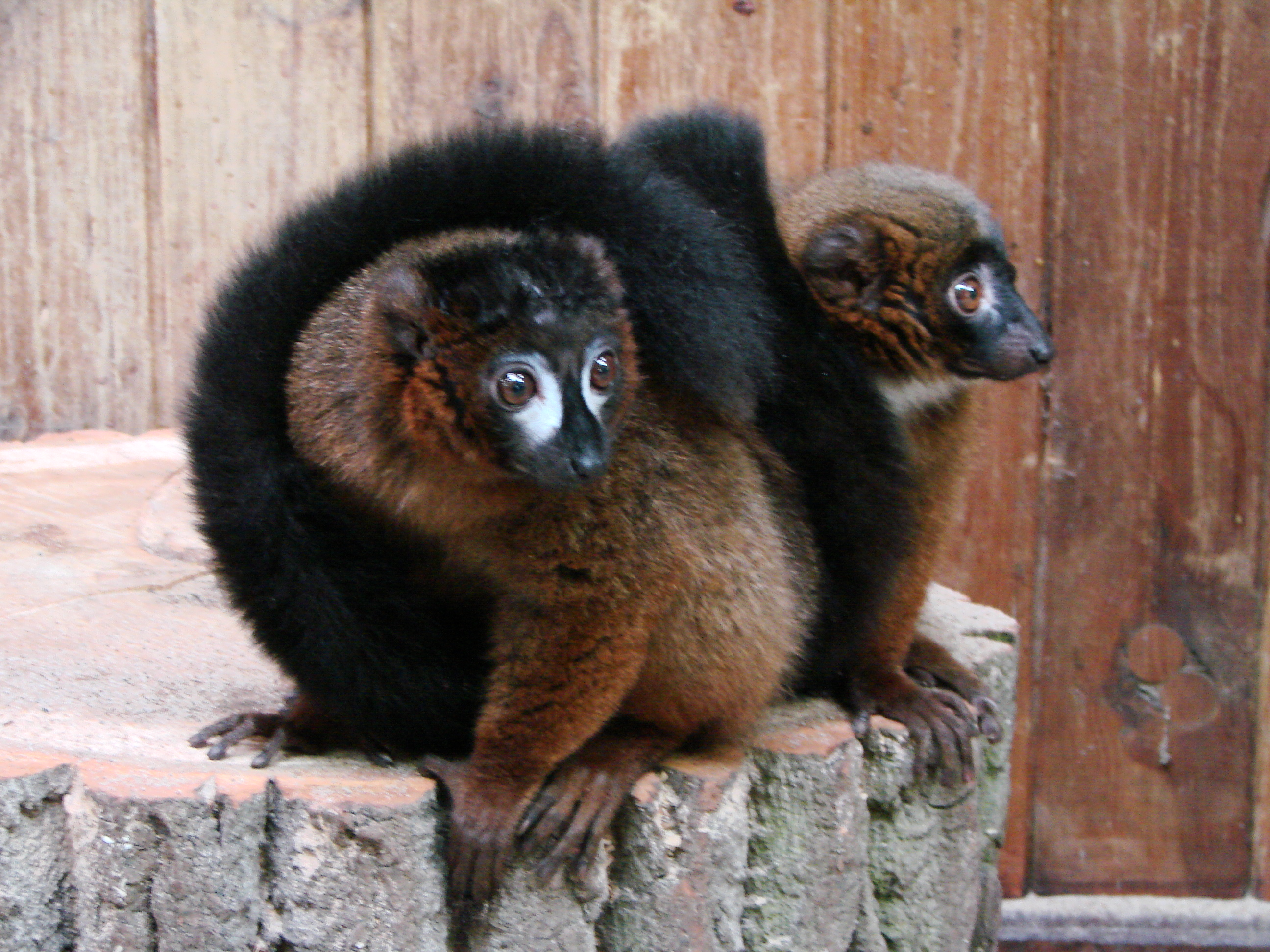

A vöröshasú maki (Eulemur rubriventer) az emlősök (Mammalia) osztályába, a főemlősök (Primates) rendjébe és a makifélék (Lemuridae) családjába tartozó faj.

## Előfordulása
Madagaszkár keleti részének trópusi esőerdeiben él.

## Megjelenés
Szőrzete vöröses barna színű. A hímek és a nőstények a hasuk színe alapján különíthetőek el egymástól. Csak hímek hasa vöröses színű (amiről a faj is kapta a nevét), a nőstények és a fiatal állatok hasa fehér.
Hossza 42 centiméter, a farka 45 centiméter hosszú, súlya két kilogramm.

## Életmód
Közepes termetű nappal aktív makiféle.
A vöröshasú makik csoportosan élnek. Egy csoportban kettő-tíz állat él együtt, egy szülőpár és azok még ivaréretlen utódai.
A lombkorona lakói, ahol a nappalt főként pihenéssel és napozással töltik. Rendkívül ügyesen mozog a fák ágain, hatalmasakat ugorva fáról fára. Gyümölcsökkel, levelekkel, hajtásokkal táplálkozik, olykor elfogyaszt néhány rovart is.

## Szaporodása
A nőstények az ágvillák közé fészket raknak levelekből, oda rejtik a megszülető kicsinyeiket. A nőstények 125 napig tartó vemhesség után többnyire egyetlen utódot ellenek. A kölykök 3 hét múlva másznak ki először fészekből, 7 hetes korukra már a felnőttekhez hasonló ügyességgel mozognak. A fiatalok 2–3 éves korukban válnak ivaréretté.
Maximális élettartam fogságban 26 év volt.

## Természetvédelmi helyzete
Élőhelye elvesztése a vöröshasú makikat is fenyegeti. A Természetvédelmi Világszövetség (IUCN) példányszámukat 10 000 és 100 000 egyed közé becsüli és a „sebezhető” kategóriába sorolták a fajt.
Állatkertekben ritkán tartott faj. Magyarországon jelenleg sehol nem tartják, korábban a Szegedi Vadasparkban élt egy pár.

## Külső hivatkozások
- A Szegedi Vadaspark honlapja Archiválva 2007. július 1-i dátummal a Wayback Machine-ben
- Információk a fajról (német)
- Információk a fajról (angol)
- Makik Madagaszkáron (angol)